# Cantón de Thiaucourt-Regniéville
El cantón de Thiaucourt-Regniéville era una división administrativa francesa, que estaba situada en el departamento de Meurthe y Mosela y la región de Lorena.

## Composición
El cantón estaba formado por veinte comunas:
- Arnaville
- Bayonville-sur-Mad
- Bouillonville
- Charey
- Dommartin-la-Chaussée
- Essey-et-Maizerais
- Euvezin
- Flirey
- Jaulny
- Limey-Remenauville
- Lironville
- Pannes
- Rembercourt-sur-Mad
- Saint-Baussant
- Seicheprey
- Thiaucourt-Regniéville
- Vandelainville
- Viéville-en-Haye
- Vilcey-sur-Trey
- Xammes

## Supresión del cantón de Thiaucourt-Regniéville
En aplicación del Decreto nº 2014-261 de 26 de febrero de 2014, el cantón de Thiaucourt-Regniéville fue suprimido el 22 de marzo de 2015 y sus 20 comunas pasaron a formar parte; diecisiete del nuevo cantón de Norte de Toul y tres del nuevo cantón de Pont-à-Mousson.